# BackTrack
BackTrack — дистрибутив Linux, що розповсюджується у вигляді LiveCD, створений на базі Ubuntu, доповнений утилітами для пен-тестінгу програм, мереж та систем.
Остання версія — BackTrack 5 R3 від 13 серпня 2012 року, створена на базі Ubuntu, графічна оболонка KDE та Gnome. Доступні 32 та 64-бітні версії BackTrack.
В подальшому команда BackTrack перебудувала його навколо дистрибутиву Debian і випустила під назвою Kali Linux.

## Історія
Дистрибутив BackTrack з'явився з об'єднання двох раніше конкуруючих дистрибутивів що фокусувалися на пентестінгу:
- WHAX: дистрибутив на основі Slax. Старіші версії WHAX називались Whoppix[3] і базувалися на основі Knoppix.
- Auditor Security Collection: Live CD на основі Knoppix розроблений Максом Мозером, що включав понад 300 інструментів організованих в дружню до користувача ієрархію.

## Релізи
| Дата              | Реліз                                              |
| ----------------- | -------------------------------------------------- |
| Лютий 5, 2006     | BackTrack v.1.0 Beta                               |
| Травень 26, 2006  | Перший реліз Backtrack v.1.0                       |
| Березень 6, 2007  | BackTrack 2 final released.                        |
| Червень 19, 2008  | BackTrack 3 final released.                        |
| Січень 9, 2010    | BackTrack 4 final release. (Linux kernel 2.6.30.9) |
| Травень 8, 2010   | BackTrack 4 R1 release                             |
| Листопад 22, 2010 | BackTrack 4 R2 release                             |
| Травень 10, 2011  | BackTrack 5 release (Linux kernel 2.6.38)          |
| Серпень 18, 2011  | BackTrack 5 R1 release (Linux kernel 2.6.39.5)     |
| Березень 1, 2012  | BackTrack 5 R2 release (Linux kernel 3.2.6)        |
| Серпень 13, 2012  | BackTrack 5 R3 release                             |

Після виходу кожної наступної версії BackTrack попередня втрачала підтримку від команди розробників. На даний момент жодна версія BackTrack не підтримується розробниками ОС.